# Gare de Denain
Gare de Denain vasútállomás Franciaországban, Denain településen.

## Vasútvonalak
Az állomást az alábbi vasútvonalak érintik:
- Lourches-Valenciennes-vasútvonal
- Ligne Denain - Saint-Amand-les-Eaux

## Kapcsolódó állomások
A vasútállomáshoz az alábbi állomások vannak a legközelebb:
- Gare de Lourches
- Gare de Prouvy - Thiant